# Eléna Michéew
Eléna Michéew (Elena Arturowna Achatz), född 31 januari 1899 i Berlin, död 15 juli 1972 i Stockholm, var en rysk-svensk målare och grafiker.
Hon var gift första gången med musikern Alexander Michéew och från 1955 med musikprofessorn Carl Achatz samt var mor till Natascha Michéew-Kullberg. Michéew växte upp i Ryssland men kom till Sverige 1918. Hon studerade målning för Birger Simonsson och litografi vid Konsthögskolan i Stockholm samt vid olika målarskolor i Paris. Separat ställde hon sedan 1946 ut årligen i Göteborg och hon medverkade i samlingsutställningar med Föreningen Svenska Konstnärinnor. Hon var under flera år verksam som porträttkonstnär och utförde ett flertal officiella porträttuppdrag. Bland hennes porträtt märks de över drottning Marie José, friherre Rutger von Essen, premiärdansaren Gunnel Lindgren och ärkebiskop Yngve Brilioth. Bland hennes offentliga arbeten märks monumentalmålningen på S:t Eriks sjukhus i Stockholm och en väggdekoration i Huddinge församlingshem. Vid sidan av sitt porträttmåleri utförde hon flera figurativa kompositioner, naturbilder och blommor. Michéew är representerad med ett porträtt av Helga Görlin utfört i olja vid Värmlands museum i Karlstad.